# Nimravins
Els nimravins (Nimravinae) són una subfamília extinta de mamífers carnívors de la família dels nimràvids que tingueren una àmplia distribució des de l'Eocè mitjà fins al Miocè superior. Se n'han trobat restes fòssils a Alemanya, el Canadà, Espanya, els Estats Units, França, Mongòlia, Suïssa, Tailàndia, Ucraïna i la Xina. Igual que la resta dels nimràvids, tenien dents de sabre. N'hi havia espècies que atenyien un pes d'aproximadament 100 kg. Segurament grimpaven als arbres. Formaven un grup variat amb morfologies i estils de vida diversos, des de depredadors d'emboscada fins a depredadors corredors.